# Julien-François Douillard
Julien-François Douillard (Nantes, 20 marzo 1757 – Nantes, 10 maggio 1833) è stato un architetto e politico francese.
I suoi due figli, Louis-Prudent e Constant furono anch'essi apprezzati architetti.

## Biografia
Il 9 luglio 1782 sposa Marie-Claire Dechaille (1755 - 1826). La coppia ha sei figli, dei quali solo sei arriveranno all'età adulta: Marie-Anne (1783 - 1864), Pierre Marcellin (1785 - ...), Anne-Sophie (1786 - ...), Julien Alexis (1788 - 1791), Louis-Prudent (1790 - 1869) e Constant (1795 - 1878).
La famiglia vive nella paroisse di Saint-Similien, in place Bretagne.

### La Rivoluzione Francese
Julien-François e la sua famiglia sostengono la Rivoluzione francese.
Nel 1790 viene indicato come "volontario delle guardie nazionali della città di Nantes".
Nel 1795, dimentica persino di dichiarare la nascita del figlio Constant in quanto "assente da otto giorni per affari riguardanti questo comune"

### Gli incarichi politici
Il 19 novembre 1795 entra  a far parte degli uffici dell'amministrazione comunale, ed il 12 settembre 1797 viene eletto sindaco di Nantes, incarico riconfermato anche alle elezioni di aprile-maggio 1798.
Il 17 aprile 1799 viene eletto membro del Consiglio dei Cinquecento con 124 voti su 175. Il suo lavoro verrà bruscamente interrotto dalla dissoluzione dell'assemblea avvenuta il 16 dicembre 1799 a seguito del colpo di Stato del 18 brumaio, da lui sostenuto.
Ciò gli permette di diventare consigliere di prefettura della nuova amministrazione napoleonica. Manterrà il suo incarico fino al 1815..

### Maturità e morte
All'inizio degli anni '20 del XIX secolo , i suoi figli sposano le due sorelle Crucy, figlie di Louis Crucy e nipoti dell'architetto Mathurin Crucy: nel 1821 ha luogo il matrimonio di Louis-Prudent con Justine, e, nel 1823, quello di Constant con Alexandrine-Zita.
Julien-François muore il 10 maggio 1833 nella sua casa al numero 5 di rue Mercœur a Nantes.

## Riconoscimenti
- Rue Julien-Douillard a Nantes (quartiere di Doulon)[2].